# Avanton

Avanton este o comună în departamentul Vienne, Franța. În 2009 avea o populație de 1,819 de locuitori.